# بوكتينورن
بوكتينورن (بالإنجليزية: Bocktenhorn)‏ هو أحد جبال سلسلة جبال الألب ألبولا وجزء من القمة الأم شويالفورن يقع في كانتون غراوبوندن، سويسرا. يبلغ ارتفاع الجبل حوالي 3044 متر، بينما يبلغ ارتفاع نتوء الجبل 196 متر.